# 린고토역
린고토역 (Lingotto)은 토리노 지하철의 역이다. 2011년 3월 6일 노선 3차 연장 개통으로 문을 열었다. 토리노 도심 남부의 붐비는 상업지구인 니차 로에 위치해 있다. 2017년 현재 토리노 지하철의 동쪽 시종착역 역할을 하고 있다.
린고토 역에서 토리노 린고토 지역, 이탈리 매장, 토리노 팔라벨라와 오발 린고토가 걸어갈 수 있는 위치 내에 있다. 또 토리노의 주요 정형외과 대학 병원인 CTO 병원으로도 갈 수 있다.

## 시설
- 매표기
- 장애인 접근시설
- 엘레베이터
- 에스컬레이터
- CCTV 감시카메라